# Thierry Lazaro
Thierry Lazaro, né le 27 septembre 1960 à Lille (Nord), est un  homme politique français. Il a fait partie du RPR et de l'UMP. Il est aujourd'hui membre des Républicains. Il est condamné en 2023 pour prise illégale d'intérêts.

## Biographie
En mai 2016, il figure dans la liste des parlementaires parrainant la candidature de Jean-François Copé à la primaire présidentielle des Républicains de 2016. Conformément à ses valeurs gaullistes, il a cependant précisé être contre l'idée d'une primaire à droite. Selon lui, « la droite n'a pas la culture de la synthèse. J'ai peur que cette primaire laisse des traces profondes ».
En juin 2016, Thierry Lazaro a indiqué être candidat à sa succession aux législatives de 2017 dans la 6e circonscription du Nord. Il a reçu l’investiture de son parti Les Républicains. S’il était de nouveau élu, il a annoncé qu’il quitterait à regret son siège de maire de Phalempin au profit de celui de député, conformément à la loi organique no 2014-125 du 14 février interdisant le cumul de fonctions exécutives locales avec le mandat de député ou de sénateur. Il a précisé qu’il soutiendrait Marie Cieters, conseillère municipale de la majorité et conseillère départementale Les Républicains du Nord pour lui succéder à la tête de la mairie.
Selon une enquête menée par des journalistes de France info en 2017, il revend en 2016 sa permanence parlementaire, achetée avec son Indemnité représentative de frais de mandat (enveloppe d'environ 5 300 euros mensuels destinée à couvrir les dépenses courantes), ce qui lui permet de gagner 90 000 euros.
Le lendemain de la parution de cet article, le quotidien régional et local La Voix du Nord nuance cette enquête dans le cas de Thierry Lazaro. L'élu ne cache pas avoir acheté son ancienne permanence avec son indemnité de frais de mandats et précise : "On pouvait souscrire un prêt auprès de l’Assemblée Nationale et le service immobilier nous indiquait ensuite que le prélèvement se faisait sur l’IRFM. L’indemnité servait à ça à l’époque. C’était la procédure." L'élu, repris par La Voix du Nord, apporte des précisions quant aux montants en question. Le bien, préalablement loué en tant que permanence parlementaire pendant plusieurs années, était estimé entre "85 000 et 90 000 euros". Auxquels ont été soustraits, lors de l'achat, près de 30 000 euros de travaux déjà réalisés en fonds propres. Soit une acquisition pour un montant de 53 357 €. La Voix du Nord précise que cette permanence a en fait été revendue fin 2015 et a été déménagée en février 2016. Le bien estimé entre 130 000 et 150 000 € a été revendu 140 000 €. L'élu s'est, à cette occasion, affranchi d'une plus-value fiscale de 20 000 €. "Si le local avait été loué pendant toutes ces années, cela aurait coûté bien plus cher à la collectivité", assure-t-il à La Voix du Nord.

## Condamnation judiciaire
Thierry Lazaro est condamné en mai 2023 par le tribunal de Lille à un an de prison avec sursis, 30 000 euros d'amende et quatre ans de privation de droit public. Une peine moins lourde que celle requise par le ministère public. Le maire de Phalempin était accusé de prise illégale d'intérêts dans un programme immobilier dont il avait signé le permis de construire, avant d'y acheter un appartement pour lequel il a bénéficié d'une réduction de 15 %. L'élu a fait appel de cette décision. 

## Mandats
- 30/03/1992 - 22/03/1998 : membre du conseil général du Nord
- 02/04/1993 - 20/06/2017 : député de la sixième circonscription du Nord
- Depuis le 19/03/1989 : membre du conseil municipal de Phalempin (Nord)
- Depuis le 08/07/2000 : maire de Phalempin (Nord)

## Décoration
- Chevalier de la Légion d'honneur (14 juillet 2018)[10]